# Cirri orzęsków
Cirri – u orzęsków sztywne, ruchome wyrostki utworzone z rzęsek, zakotwiczone w pellikuli i pełniące funkcję lokomocyjną